# Cerebratulus borealis
Cerebratulus borealis är en djurart som tillhör fylumet slemmaskar, och som först beskrevs av Diesing 1862.  Cerebratulus borealis ingår i släktet fläsknemertiner, och familjen Cerebratulidae. Inga underarter finns listade i Catalogue of Life.